# Атамура (корпорация)
Атамура — казахстанская корпорация, осуществляет издательскую и полиграфическую деятельность. Находится в городе Алматы. Выпускает учебники, учебно-методические пособия, научную, научно-популярную, художественную, энциклопедическую литературу. «Атамура» — издатель энциклопедии «Абай», «Акмола» (совместно с главной редакцией «Казак энциклопедиясы»), «Мангыстау» и других. В состав «Атамуры» входит полиграфический комбинат.

## Здание корпорации

Здание корпорации «Атамура» в Алма-Ате

После переноса столицы Казахской ССР из Кызыл-Орды в Алма-Ату, возникла необходимость строительства нового административного центра. Главной магистралью стал проспект Сталина (ныне проспект Абылай хана), вдоль которого были размещены ключевые здания. Знаковым местом стала Площадь трёх наркоматов, на которой разместились Наркомат совхозов, Наркомат здравоохранения и Наркомат пищевой промышленности. Строительство осуществлялось с 1935 по 1938 годы.
Проектирование здания осуществлялось в «Казгоспроекте», а строительством всего комплекса зданий занималось предприятие «Алмаатастрой». Архитектором здания Наркомата пищевой промышленности стал Г.П. Кушнаренко.
В 1947 году рядом со зданием был  установлен памятник дважды Герою Советского Союза С. Луганскому (скульптор Б. Павлов, архитектор И. Белоцерковский).
Здание было аналогично по своей архитектуре зданию Наркомата совхозов. Это трёхэтажный, «Г»-образный в плане, объём здания на высоком цоколе построен в переработанных традициях классицизма. Главный вход акцентирован угловым портиком, который поддерживают пилоны на базах с капителями коринфского ордера, и широкой лестницей, облицованной гранитными плитами.
Позднее в советский период в здании размещалось информационное агентство КазТАГ. После 1991 года в здании разместилось издательство Атамура.
Однако, в отличие от двух других зданий комплекса, оно не стало памятником истории и культуры местного значения и значительно изменило свой внешний облик со стороны улицы Гоголя после реконструкции 2000-х годов.

## Награды организации
- Почётный диплом Президента Республики Казахстан за благотворительную и спонсорскую деятельность в культурной и гуманитарной сферах в 2000 году (31 января 2001 года)[4]